# لوئی-ژولین پتی
لوئی-ژولین پتی (انگلیسی: Louis-Julien Petit؛ زادهٔ ۶ سپتامبر ۱۹۸۳) کارگردان فیلم و فیلم‌نامه‌نویس اهل کشور فرانسه است.